# Салоникское перемирие
Салоникское перемирие было подписано 29 сентября 1918 года между Царством Болгарии и французским генералом Луи Франше д’Эспере, командующим Восточной армией союзников. Оно последовало после обращения болгарского правительства от 24 сентября о прекращении огня.
Перемирие знаменует собой прекращение участия Болгарии в Первой мировой войне в стране центральных держав и вступает в силу на Салоникском фронте в полдень 30 сентября.
Значение Салоникского перемирия было описано германским императором Вильгельмом II в телеграмме болгарскому царю Фердинанду I: «Позор! 62 000 сербов решают войну!».
29 сентября 1918 года командование Верховной армии Германии сообщило кайзеру Вильгельму II и канцлеру империи графу Георгу фон Гертлингу, что военное положение  Германии было безнадежным. 14 октября 1918 года Австро-Венгерская империя также потребовала прекращения огня, а 15 октября 1918 года Ахмед Иззет-паша направил захваченного в плен генерала Чарльза Вере Феррерса союзникам в поисках условий перемирия. На практике этот болгарский ход ознаменовал конец Первой мировой войны.
Помимо чисто военного аспекта, прекращение огня в Салониках - это болгарский внешнеполитический шаг после провала союзнических обязательств Германии перед Болгарией об отступлении и перед Северной Добруджей. С другой стороны, после поражения во второй битве на Марне немецкое генеральное командование признало через кайзера Вильгельма, что у Германии больше нет ресурсов для наступательных операций, и с оборонительными действиями война не может быть выиграна. 
Во время Второй мировой войны командующий Болгарской армией Никола Жеков был лично приглашён Адольфом Гитлером на церемонию в Нёйи-сюр-Сен для денонсации Нёйиского договора (23 июля 1940 г.), однако Болгария не гарантировала своему союзнику обеспечить победу над Грецией своим участием в немецкой операции «Марита».
На практике этот прецедент сепаратного мира в Салониках использовался англичанами для Мудросского перемирия.